# Ananteroides feae
Espèce
Ananteroides feae est une espèce de scorpions de la famille des Ananteridae.

## Distribution
Cette espèce se rencontre en Guinée-Bissau et en Guinée.

## Description
Le tronc du mâle syntype mesure 8 mm et la queue 13,5 mm et le tronc de la femelle syntype 12,5 mm et la queue 15,1 mm.

## Systématique et taxinomie
Cette espèce a été décrite par Borelli en 1911. Elle est placée dans le genre Ananteris par Lourenço en 1985 puis dans le genre Ananteroides par Lourenço en 2011.

## Étymologie
Cette espèce est nommée en l'honneur de Leonardo Fea.

## Publication originale
- Borelli, 1911 : « Scorpioni raccolti da Leonardo Fea nell' Africa occidentale. » Annali del Museo Civico di Storia Naturale di Genova, vol. 45, no 5, p. 8-13 (texte intégral).